# 2MASX J12290455+2851491
2MASX J12290455+2851491 ist eine Balken-Spiralgalaxie vom Hubble-Typ SB0 mit aktivem Galaxienkern im Sternbild Coma Berenices am Nordsternhimmel. Sie ist schätzungsweise 1,7 Milliarden Lichtjahre von der Milchstraße entfernt und hat einen Durchmesser von etwa 175.000 Lichtjahren.
Im selben Himmelsareal befinden sich u. a. die Galaxien NGC 4448, IC 3402, PGC 1847234, PGC 1852671.